# کن کوت
کن کوت (انگلیسی: Ken Coote; ۱۹ مهٔ ۱۹۲۸ – ۲ اوت ۲۰۰۳) بازیکن فوتبال اهل بریتانیا بود.
از باشگاه‌هایی که در آن بازی کرده‌است می‌توان به باشگاه فوتبال ومبلی و باشگاه فوتبال برنتفورد اشاره کرد.